# Fri vilja

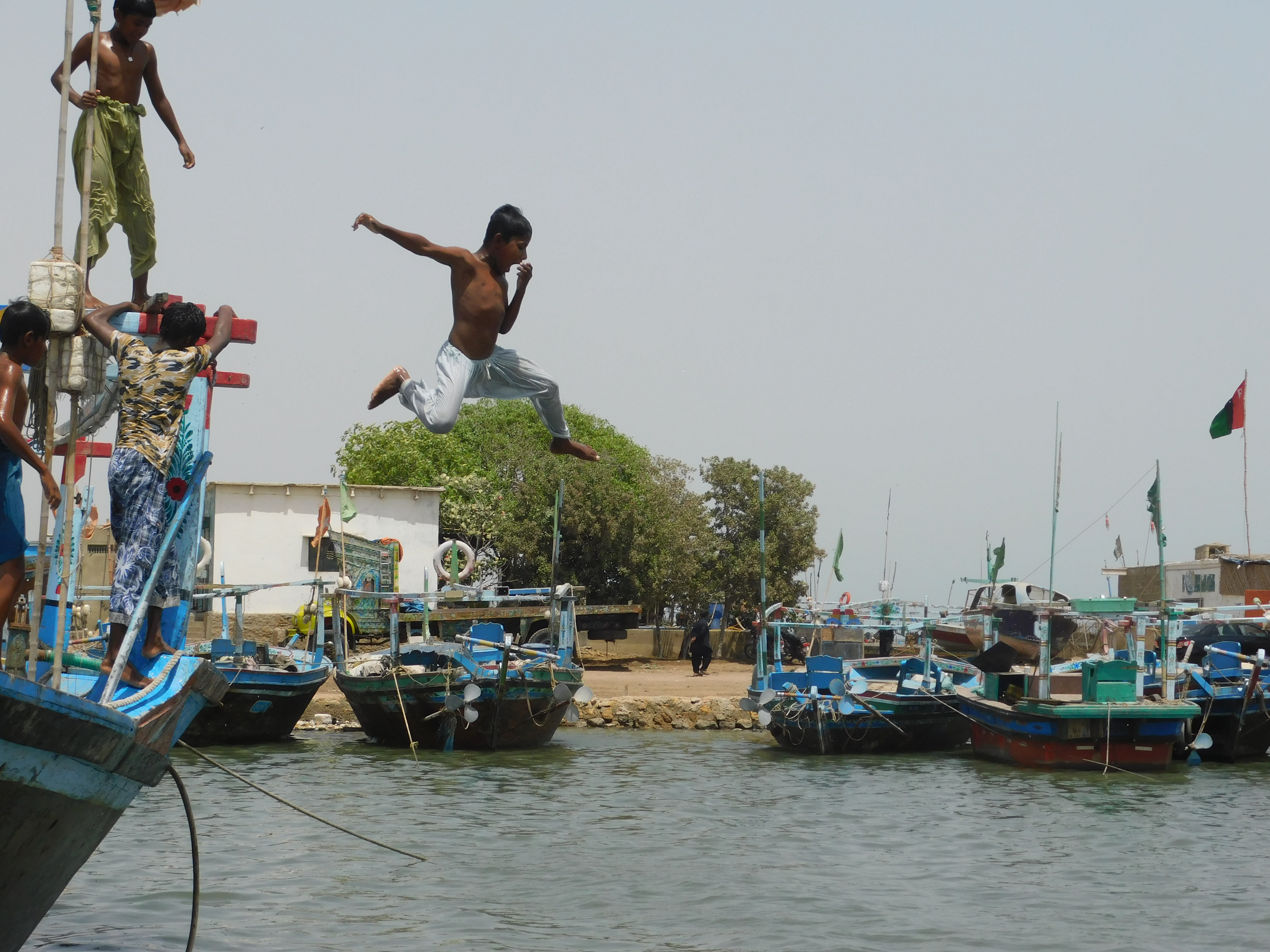
En bild som visar en kille som hoppar ner i vatten. Det tros allmänt att människor fattar beslut (exempelvis att hoppa ner i vatten) utifrån fri vilja.

Fri vilja är ett centralt begrepp inom filosofi och religion. Med fri vilja menas vanligtvis den förmodade metafysiska möjligheten för människan att själv forma preferenser mellan olika möjliga handlingsalternativ i ett godtyckligt ögonblick – oberoende av faktorer utanför personens kontroll, det vill säga slumpfaktorer och naturliga, övernaturliga, yttre och deterministiska faktorer. En handling är fritt vald om och endast om den handlande agenten hade kunnat välja att avstå ifrån handlingen. Den fria viljan betraktas av flera livsåskådningar som ett undantag från en annars deterministisk värld och är dessutom nödvändig för flera av dem, bland annat existentialismen. Den står i skarp motsättning till fatalismen.
Med det mekanistiska tänkandets inträde i vetenskapen ifrågasattes den vardagliga uppfattningen om människors fria vilja, även om detta även hade gjorts tidigare, om än i mindre utsträckning och på andra grunder. Inom filosofin skiljs determinism och indeterminism, det vill säga huruvida naturen är helt orsaksbunden eller inte, och mellan kompatibilism och inkompatibilism, det vill säga huruvida den fria viljan är förenlig med en helt deterministisk värld eller inte. Det finns ingen allmänt accepterad definition av "fri vilja", vilket är en av anledningarna till en utbredd oenighet.

## Filosofi och fri vilja

Taxonomi över problematiken kring fri vilja

Frågan om fri vilja har genom tiderna främst behandlats som ett filosofiskt problem. Tanken om en "fri vilja" kontrasteras mot determinismen. Uppfattningen att dessa två är förenliga kallas kompatibilism eller "mjuk determinism". 

### Determinism
Determinism är en bred term med mångtydig betydelse. Till varje betydelse hör en specifik aspekt av problemet med fri vilja.
Kausal (eller nomologisk) determinism kallas tesen om att alla framtida händelser nödvändiggörs av passerade och nuvarande händelser kombinerade med naturlagarna. Sådan determinism illustreras ibland med hjälp av tankeexperiment såsom Laplaces demon. Föreställ dig en entitet som känner till alla fakta om då- och nutiden, och känner till alla naturlagar som styr universum. En sådan entitet skulle, med obegränsad hjärnkapacitet, kunna använda denna kunskap till att förutse framtiden in i minsta detalj.
Logisk determinism är uppfattningen att alla påståenden, oavsett om de handlar om dåtid, nutid eller framtid, antingen är sanna eller falska. Problemet med fri vilja blir då hur val kan sägas vara fria givet att ens framtida handlingar redan i nutiden har ett sanningsvärde, sant eller falskt.
Teologisk determinism är tesen om att det finns en allsmäktig gud som bestämmer människors handlingar, antingen genom att känna till deras handlingar i förväg, genom någon form av allvetande, eller genom att aktivt bestämma deras handlingar i förväg. Problemet med fri vilja i det sammanhanget är frågan hur handlingar kan vara fria om det finns någon eller något som redan har bestämt dem i förväg.
Biologisk determinism är tanken att allt beteende, alla trosuppfattningar och alla viljeattityder bestäms av ens genetiska arv. Det finns även andra deterministiska teser, såsom kulturell determinism och psykologisk determinism. Än mer vanligt är kombinationer av olika deterministiska teser, som exempelvis bio-miljö-relaterad determinism.

### Kompatibilism

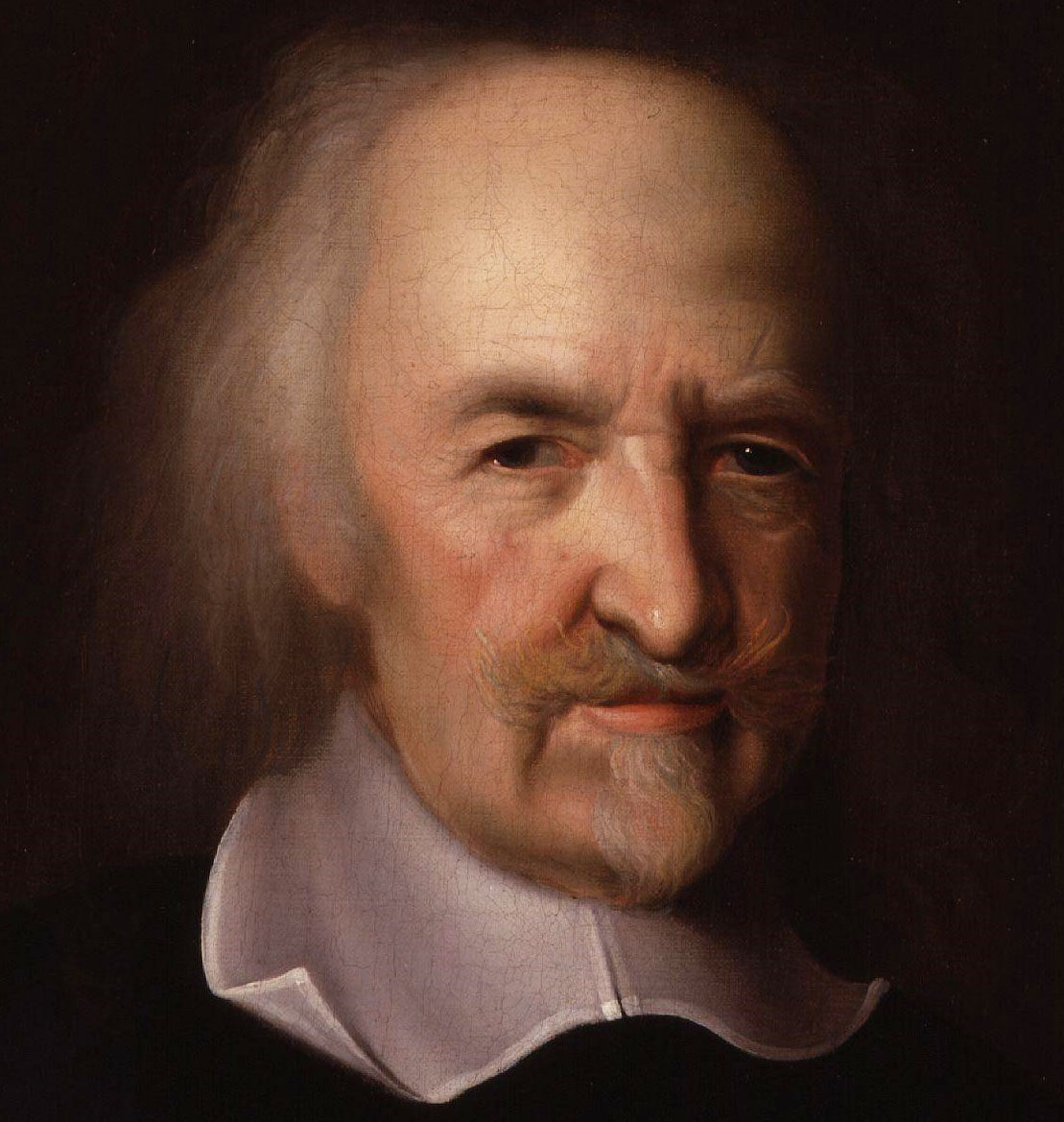
Thomas Hobbes var en klassisk kompatibilist.

Kompatibilister hävdar att determinism är förenlig med fri vilja. En strategi som ofta användes av "klassiska kompatibilister", såsom Thomas Hobbes, är att hävda att en person handlar frivilligt endast när denne vill handlingen och skulle ha kunnat handla annorlunda, om den hade bestämt sig för det. Hobbes tillskrev ibland sådan kompatibilistisk frihet till personen, snarare än något abstrakt fenomen som vilja, till exempel när han skriver att ingen frihet kan tillskrivas viljan, viljeattityder, eller böjelser, utom människans frihet; vilken består i att han inte finner några hinder i vägen för att göra det han vill, åtrår eller är böjd att göra. David Hume skrev om detta nödvändiga kriterium att "denna hypotetiska frihet tillåts universellt att tillhöra alla som inte är fångar och fjättrade i kedjor".
För att illustrera sin ståndpunkt pekar kompatibilisterna på kristallklara fall där någons fria vilja hindras av våldtäkt, mord, stöld eller andra former av hinder. I dessa fall föreligger ingen fri vilja, inte därför att dåtiden determinerar framtiden, utan för att någon person förhindrar offrets förmåga att låta sina viljeattityder och preferenser bestämma sina handlingar. Personen som förhindrar tvingar offret och enligt kompatibilisterna är det precis detta som förhindrar fri vilja, och ingenting annat. De hävdar således att determinism inte spelar någon roll i diskussionen om fri vilja; det som spelar roll är huruvida individens val är resultatet av deras egna viljeattityder och preferenser, och inte förhindras av något externt eller internt hinder. En kompatibilist behöver inte förorda någon specifik uppfattning om fri vilja, så länge som personen förnekar att determinism är oförenligt med denna.
William James hade en mångtydig syn. Han trodde på fri vilja på "etisk basis", men ansåg inte att det fanns vetenskaplig grund för den, och hans egen introspektion stödde heller inte det. Han tillbakavisade även inkompatibilismen, som den formuleras nedan; han ansåg inte att indeterminism var en förutsättning för moraliskt ansvar. I sitt verk Pragmatism skrev han att "instinkt och nytta mellan dem kan på ett säkert sätt låtas ta hand om sociala affärer som straff och prisning" oavsett metafysiska teorier. Han ansåg att indeterminism är viktig som en "lättnadens doktrin"; den möjliggör synen att även om världen i många hänseenden är en dålig plats, så kan den genom individers handlingar bli bättre. Han menade att determinism undergräver meliorism, idén om att världen kan förbättras genom mänsklig ansträngning.
"Moderna kompatibilister", såsom Harry Frankfurt och Daniel Dennett, hävdar att det finns fall där en tvingad aktörs val ändå är fria eftersom sådant tvång sammanfaller med aktörens egna avsikter och viljeattityder. Frankfurt argumenterar i synnerhet för en sorts kompatibilism som han kallar "hierarkiskt nät", som går ut på att en individ kan ha konkurrerande viljeattityder vid en första nivå och även ha viljeattityder om dessa första nivåns viljeattityder (andra nivåns viljeattityder) till den utsträckning att en viljeattityd överordnas de andra. En persons vilja bör identifieras med hennes aktiva första-nivås-viljeattityder, det vill säga de som personen handlar utefter. Bland drogberoende människor finns således de som är "hänsynslösa beroende", "ofrivilliga beroende" och "frivilliga beroende". Alla tre grupperna kan ha konkurrerande viljeattityder på första nivån, att vilja använda drogen som de är beroende av, och att inte vilja använda den. Den första gruppen, "de hänsynslösa beroende", har inga andra-nivås-viljeattityder att inte använda drogen. Den andra gruppen, "de ofrivilliga beroende", har en andra-nivås-viljeattityd att inte använda drogen, medan den tredje gruppen, "de frivilliga beroende", har en andra-nivås-viljeattityd att använda drogen. Enligt Frankfurt bör medlemmarna i den första gruppen betraktas som att de saknar vilja och därför inte längre är personer. Medlemmarna av den andra gruppen har en fri viljeattityd att inte använda drogen, men denna viljeattityd underordnas beroendet. Medlemmarna i den tredje gruppen använder frivilligt drogen som de är beroende av. Frankfurts teori kan förgrena sig till vilket antal nivåer som helst. Teorins kritiker pekar på att det är tveksamt huruvida konflikter inte kommer att uppstå ens på viljeattitydernas högre nivåer. Andra hävdar att Frankfurt inte tillhandahåller någon förklaring av hur de olika nivåerna i hierarkin förhåller sig till varandra.
I Elbow Room lägger Dennett fram ett argument för en kompatibilistisk teori om fri vilja, vilken han utvecklar i boken Freedom Evolves. Det grundläggande resonemanget går ut på att, om man utesluter Gud, en obegränsat mäktig demon, och liknande möjligheter, så är framtiden, på grund av kaosteori och kvantmekanik, svår att förutsäga för alla ändliga varelser. Det enda vi med säkerhet kan uttala oss om är "förväntningar". Förmågan att handla "annorlunda" går endast att göras förståelig när man talar om dessa förväntningar, och inte om någon okänd och "okännbar" framtid. Eftersom individer faktiskt har förmågan att handla annorlunda än vad någon förväntar sig så kan fri vilja sägas existera. Inkompatibilister menar att problemet med detta resonemang är att vi kan vara blott "maskiner som på ett förutsägbart sätt reagerar över stimuli i vår omgivning". Alla våra handlingar kontrolleras alltså av krafter utanför oss själva eller av slumpen. Mer sofistikerade analyser av kompatibilistisk frihet har presenterats, och därtill sammanhängande kritik av dessa.

### Inkompatibilism

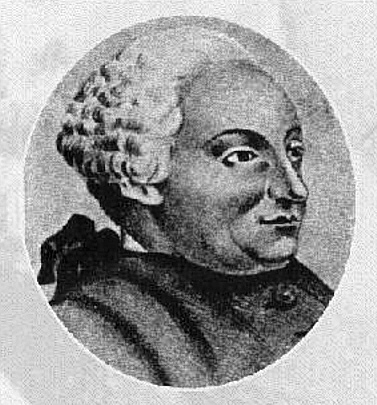
Baron d'Holbach var en "hård determinist".

"Hårda determinister", såsom d'Holbach, kallas människor som accepterar determinismen och avfärdar den fria viljan. 
Ett av de traditionella argumenten för inkompatibilism grundas på en "intuitionspump" (en term myntad av Daniel Dennett), som slår fast att om en persons val och handlingar är determinerade så måste denne vara som andra mekaniska ting vilkas beteende är helt determinerat. Med andra ord: om människors beteende är kausalt determinerat, så är de inte mer sofistikerade än en leksak, en biljardboll, en docka eller en robot. Eftersom dessa ting inte har fri vilja kan människan inte heller ha en fri vilja, om determinismen är sann. Detta argument har tillbakavisats av kompatibilister såsom Daniel Dennett, som hävdar att, även om människor i vissa hänseenden liknar dessa ting, så följer det inte att det inte finns viktiga skillnader.
Ett annat argument för inkompatibilism är den "kausala kedjan". Inkombatibilism är central för den idealistiska teorin om fri vilja. De flesta inkompatibilister avvisar idén om att handlingsfrihet består i enkelt "frivilligt" beteende. De insisterar snarare på att fri vilja innebär att människan måste vara den "slutgiltiga" eller "första" orsaken till sina handlingar. Hon måste, för att använda en traditionell fras, vara en causa sui. För att vara ansvarig för sina val måste man vara den första orsaken till de valen, där "första orsak" betyder att det inte finns någon föregående orsak till den orsaken. Argumentet går alltså ut på att om människan har fri vilja, så är hon den slutgiltiga orsaken till sina handlingar. Om determinismen är sann, så orsakas alla människans val av händelser och fakta utanför hennes kontroll. Och om allting människan gör orsakas av händelser och fakta utanför hennes kontroll, så kan hon inte vara den slutgiltiga orsaken till sina handlingar. Därför kan hon inte ha fri vilja. Detta argument har utmanats av diverse kompatiblistiska filosofer.
Ett tredje argument för inkompatibilism formulerades av Carl Ginet under 1960-talet, och har fått mycket uppmärksamhet i modern litteratur. En förenklad version av argumentet går ut på följande: Om determinismen är sann, så har vi ingen kontroll över de händelser i dåtiden som determinerade vårt nuvarande tillstånd och ingen kontroll över naturlagarna. Eftersom vi inte har någon kontroll över dessa kan vi heller inte ha någon kontroll över deras konsekvenser. Eftersom våra nuvarande val och handlingar, givet determinismen, är nödvändiga konsekvenser av dåtida händelser och naturlagarna, så har vi ingen kontroll över dem och alltså ingen fri vilja. Detta kallas för konsekvensargumentet.
Svårigheten med detta argument, för kompatibilister, ligger i det faktum att det innebär att det är omöjligt att man skulle ha kunnat välja annorlunda än man gjorde. Om Sara exempelvis är kompatibilist och hon precis har satt sig ned i sin soffa så är hon tvungen att gå med på att hon skulle ha kunnat välja att förbli stående, om hon hade velat det. Men om konsekvensargumentet är korrekt så skulle Saras "stående" antingen varit motsägelsefullt, brutit mot naturlagarna eller förändrat det förflutna. Kompatibilister tvingas alltså erkänna existensen av "otroliga förmågor", enligt Ginet och van Inwagen. Ett svar på detta argument lyder att det likställer begreppen "förmågor" och "nödvändigheter", eller att tanken att fri vilja framkallar vilket val som helst egentligen är en illusion och att valet redan var bestämt, även om det för "bestämmaren" skedde omedvetet". David Lewis föreslår att kompatibilister endast är tvungna att anta att valet kunde ha utfallit annorlunda om annorlunda omständigheter hade förelegat i det förgångna.

### Libertariansk inkompatibilism
En annan inkompatibilistisk inriktning är metafysisk libertarianism, som slår fast att fri vilja existerar och att den förutsätter att individen kan ta mer än en "väg" under en given mängd alternativ. Eftersom determinismen implicerar att det endast finns en möjlig framtid, så är den inte kompatibel med denna syn på fri vilja, och måste därför vara falsk. Även om det råder delade meningar mellan kompatibilister och inkompatibilister om vad fri vilja egentligen består i, så är man eniga om vad som menas med determinism.
I sin bok "Kritik av det rena förnuftet", argumenterar Immanuel Kant för en libertarianism. Kant erkänner att determinismen råder i den fysiska världen, men människan kan i kraft av sitt förnuft och sitt förstånd lagstifta etiska "bör" och följa sedelagens bud. Detta "icke-empiriska jag", som förmår detta, måste postuleras (antas) menar Kant.
Olika former av libertarianism finns, där en avgörande distinktion finns mellan övernaturliga teorier och vetenskapliga eller naturalistiska teorier. Övernaturliga teorier hävdar att det finns ett icke-fysiskt medvetande eller en själ, som överskrider fysisk kausalitet, så att fysiska händelser i hjärnan som leder till utförande av handlingar inte har en enbart fysisk förklaring. Detta tillvägagångssätt ligger nära kropp-själ-dualismen och kan motiveras av teologiska uppfattningar.
Vetenskapliga förklaringar av libertarianism (ofta kallad naturalistisk fri vilja) involverar ibland panpsykism: teorin om att en egenskap hos medvetandet är förknippad med alla partiklar och fyller hela universum. Andra naturalistiska tillvägagångssätt kräver inte att fri vilja är en fundamental byggsten i universum; vanlig slump hänvisas till som "armbågsutrymme", som uppfattas som nödvändigt för libertarianer. Den fria viljan betraktas som en särskild typ av komplex process med indeterministiska element. En form av detta tillvägagångssätt har utvecklats av Robert Kane.

### Andra synsätt

Mycket av Arthur Schopenhauers tänkande fokuserar på viljan och dess förhållande till frihet.

Vissa filosofers ståndpunkter är svåra att kategorisera som vare sig kompatibilistiska eller inkompatibilistiska, hårda determinister eller libertarianer. John Locke förnekade exempelvis att uttrycket "fri vilja" var förståeligt (jämför teologisk nonkognitivism, en liknande ståndpunkt angående Guds existens). Han ansåg vidare att frågan om determinismens sanning eller falskhet var irrelevant. Han menade att den utmärkande egenskapen hos frivilligt beteende är att individer har förmågan att skjuta upp ett val tillräckligt länge för att kunna reflektera över dess konsekvenser: "…viljan betecknar i sanning endast förmågan att föredra, kraften att välja". På liknande vis diskuterade David Hume möjligheten att hela diskussionen rörande fri vilja inte är någonting annat än en "språklig" fråga. Han ansåg också att det kanske kan förklaras genom "en falsk sensation eller upplevd erfarenhet" som associeras med många av våra val när vi utför dem. När vi reflekterar över dem inser vi att de var nödvändiga och determinerade från början.
Arthur Schopenhauer uttryckte dilemmat om fri vilja och moraliskt ansvar på följande vis:
| ” | Alla tror sig "a priori" vara fullständigt fria, även i sina individuella val, och tror att de i vilket ögonblick som helst kan påbörja en annan typ av liv... Men "a posteriori", genom erfarenhet, finner de till sin förvåning av de inte är fria, utan underkastade nödvändigheten att de trots sin beslutsamhet och reflektioner inte kan förändra sitt uppträdande, och att de från början till slutet av sina liv måste leva ut den karaktär som de själva fördömer... | „ |

I sin Om viljans frihet hävdade Schopenhauer att 
| ” | Du kan göra det du vill, men i varje givet ögonblick i ditt liv kan du endast "vilja" en bestämd sak och absolut ingenting annat än den saken. | „ |

Rudolf Steiner (1861–1925), som samarbetade med Schopenhauer i en komplett upplaga av hans verk, skrev Frihetens filosofi som fokuserar på problemet med fri vilja. Steiner delar ursprungligen in detta i två aspekter av frihet: tankefrihet och handlingsfrihet. Han argumenterar för att inre frihet nås när vi överbryggar rummet mellan våra sensoriska intryck, som speglar världens yttre uppträdande, och våra tankar, som ger oss tillgång till världens inre natur. Yttre frihet nås genom att tränga igenom våra handlingar med moralisk fantasi. Steiner försöker visa att dessa två aspekter av inre och yttre frihet är sammanflätade med varandra, och att sann frihet endast kan nås när de förenas.
Den moderne filosofen Galen Strawson instämmer med Locke om att determinismens sanning eller falskhet är irrelevant för problemet. Han argumenterar för att idén om fri vilja leder till en oändlig regress och därför är oförståelig. Om en person är ansvarig för vad den gör i en given situation, så måste den personen enligt Strawson vara ansvarig för hur dennes mentala liv ser ut. Men det är omöjligt att vara ansvarig för hur man är i något hänseende. Detta beror på att man för att vara ansvarig för hur man är i någon situation "S", måste ha varit ansvarig för hur man var i situation "S-1". För att vara ansvarig för hur man var i "S-1" måste man ha varit ansvarig för hur man var i "S-2", och så vidare. Vid någon punkt i kedjan måste det ha funnits en ursprunglig handling av en ny kausal kedja, men detta är omöjligt. Människan kan inte skapa sig själv eller sina mentala tillstånd ex nihilo, från intet. Detta argument innebär att fri vilja i sig själv är absurd, men inte att den är inkompatibel med determinismen. Strawson kallar sin egen ståndpunkt "pessimism", men den kan kategoriseras som hård inkompatibilism.
Ted Honderich förespråkar synen att "determinismen är sann, kompatibilismen och inkompatibilismen båda är falska" och att problemet ligger någon annanstans. Honderich hävdar att determinismen är sann därför att kvantfysiska fenomen inte är händelser eller ting som kan lokaliseras i tid och rum, utan är abstrakta entiteter. Vidare, även om de var händelser på mikronivå så tycks de inte ha någon relevans för hur världen är på makronivå. Han menar att inkompatibilism är falsk därför att, även om determinismen är sann, så har inkompatibilister inte, och kan inte, erbjuda en adekvat förklaring av ursprung. Han avvisar kompatibilismen eftersom den, liksom inkompatibilismen, antar en enda fundamental uppfattning om friheten. Han menar att det egentligen finns två uppfattningar: frivilligt handlande och ursprung. Båda uppfattningar behövs för att förklara den fria viljan och ansvar. Både determinismen och indeterminismen hotar den friheten. Att överge dessa uppfattningar om frihet vore att överge moralisk ansvar. Å ena sidan har vi våra intuitioner; å andra sidan har vi vetenskapliga fakta. Problemet är hur man ska lösa denna konflikt.

## Moraliskt ansvar
Frågan om moraliskt ansvar är central i dispyten mellan determinister och indeterminister. Samhället förutsätter att människan har en metafysisk fri vilja och håller vanligtvis människor ansvariga för deras handlingar och menar att de förtjänar att hyllas, klandras eller straffas beroende på vad de gör. Många menar emellertid att moraliskt ansvar förutsätter en "fri vilja". Frågan om "den fria viljans" vara eller icke-vara är alltså av mycket stor vikt.
Determinister brukar anse att determinismen är oförenlig med moraliskt ansvar. Det verkar omöjligt att man kan hålla någon ansvarig för en handling som möjligtvis kunde förutses från tidernas begynnelse. Att straffa någon för en olaga handling har inte heller samma akademiska betydelse om vår vilja inte är fri, eftersom vi inte kan rå för hur vi agerat tidigare och kommer att agera framöver. Det finns alltså i det fallet ingen garanti för att liknande brott inte kommer att begås av samma individ(er) framöver. Om den fria viljan existerar innebär det att vi har möjligheten att medvetet ändra vårt beteende så att vi inte begår liknande brott i framtiden. Clarence Darrow, den berömde försvarsadvokaten, argumenterade för att två av hans klienter, Leopold och Loeb, var oskyldiga med hjälp av en sådan deterministisk uppfattning. Under sin slutplädering förklarade han:
| ” | Vad har den här pojken med det att göra? Han var inte sin egen far; han var inte sin egen mor; han var inte sina egna mor- och farföräldrar. Allt detta lades på honom. Han omgav inte sig själv med hushjälp och rikedom. Han skapade inte sig själv. Och ändå tvingas han att betala. | „ |

Daniel Dennett frågar varför man överhuvudtaget skulle bry sig om huruvida någon hade egenskapen ansvar, och spekulerar att idén om moraliskt ansvar kan vara "en rent metafysisk önskan".
Kompatibilister hävdar å andra sidan att determinism är en förutsättning för moraliskt ansvar. Samhället kan inte hålla personer ansvariga om inte deras handlingar bestämdes av någonting. Detta argument kan spåras tillbaka till David Hume. Om indeterminismen är sann, så är de icke-determinerade handlingarna slumpmässiga. Det är tveksamt huruvida man kan hylla eller klandra någon för att ha utfört en handling som spontant uppstod av dennes nervsystem. Istället behöver man visa att handlingen härstammade från personens viljeattityder och preferenser – personens karaktär – innan man kan hålla den personen moraliskt ansvarig. Libertarianer kan svara att odeterminerade handlingar inte alls är slumpmässiga utan är ett resultat av en substantiell vilja vars beslut är odeterminerade. Detta argument betraktas dock som otillfredsställande eftersom det bara skjuter upp problemet ett steg. Det tycks också involvera någon mystisk metafysik såväl som "ex nihilo-skapelser". Libertarianer har svarat genom att försöka tydliggöra hur en obestämd vilja kan knytas till robust handlande.
Aposteln Paulus tar upp frågan om moraliskt ansvar i Romarbrevet, i vilket han skriver: "Vad nu? Har inte krukmakaren myndighet över leran, så att han av samma klump kan göra ett kärl till ärofullt bruk och ett annat till vanärande bruk?" Enligt det synsättet kan individer vanäras för sina handlingar även om dessa i slutändan helt bestämdes av Gud.
En liknande ståndpunkt går ut på att moralisk klandervärdhet ligger i individens karaktär. Med andra ord: en person med "mördarkaraktär" har inget annat val än att mörda, men kan ändå straffas eftersom det är rätt att straffa de som har dålig karaktär. Hur dennes karaktär bestämdes är enligt detta synsätt irrelevant. Robert Cummins och andra har således hävdat att personer inte ska dömas enligt sina individuella handlingar, utan snarare för hur dessa handlingar "reflekterar deras karaktär". Om karaktären (hur den än definieras) är den dominanta kausala faktorn bakom specifika val, och dessa val är moraliskt felaktiga, så bör individen hållas ansvarig för dessa, oavsett genetisk bakgrund och liknande faktorer.
Ett undantag till antagandet att moralisk klandervärdhet ligger i antingen individens karaktär eller fritt valda handlingar, är fall där "galenskap" eller "förminskat ansvar" föreligger, vilket kan användas för att argumentera för att den felaktiga handlingen inte var en produkt av ett skyldigt sinne. I sådana fall antar de flesta västerländska rättssystem att personen på något sätt inte är skyldig, eftersom hans eller hennes handlingar var en konsekvens av abnormal hjärnaktivitet.
Joshua Greene och Jonathan Cohen, forskare inom det nya fältet neuroetik, hävdar på basis av sådana fall att vår nuvarande uppfattning om moraliskt ansvar grundas på libertarianska (och dualistiska) intuitioner. De hävdar att forskning inom kognitiv neurovetenskap undergräver dessa intuitioner genom att visa att hjärnan är ansvarig för sådana handlingar, inte bara i fall av psykos, utan även i mindre uppenbara situationer. Skador på frontalloben i hjärnan reducerar förmågan att väga osäkra risker och fatta förståndiga beslut, och leder därför till en ökad sannolikhet att personen begår ett våldsbrott. Detta gäller inte endast de patienter med skador på frontalloben efter olyckor eller stroke, utan även ungdomar, som uppvisar reducerad frontallobsaktivitet jämfört med vuxna personer, och till och med barn som konsekvent har försummats eller behandlats dåligt på annat sätt. I varje sådant fall kan den skyldiga parten sägas ha mindre ansvar för sina handlingar. Greene och Cohen förutsäger att, allteftersom sådana fall blir vanligare och välkända, så kommer domarnas tolkning av fri vilja och moraliskt ansvar röra sig bort från den intuitiva libertarianska uppfattningen som för närvarande underbygger dem.      
Greene och Cohen hävdar också att rättssystemet inte behöver den libertarianska tolkningen. Endast retributiva uppfattningar om rättvisa, i vilka målet med rättssystemet är att straffa folk för missgärningar, kräver denna libertarianska intuition. Konsekventialistiska rättviseuppfattningar, som strävar efter att främja välfärd snarare än att dela ut förtjänta straff, kan överleva även en hård deterministisk uppfattning om den fria viljan. Rättviseuppfattningarna kan således behållas även om nya neurovetenskapliga rön undergräver de libertarianska intuitionerna om den fria viljan.

## Naturvetenskap och fri vilja
Naturvetenskapens syn på fri vilja har varierat. Vissa tidigare naturfilosofer, bland annat René Descartes, antog att den fria viljan var ett övernaturligt inslag i den mekanistiska världsbilden (se dualism). Under 1900-talet har vissa vetenskapsmän försökt förklara den fria viljan som ett emergent fenomen medan andras fynd indikerat att vi inte har en fri vilja. Benjamin Libet har exempelvis genom experiment av människans beslutsprocess visat att ett beslut att utföra en viss åtgärd byggts upp omedvetet en tid innan man medvetet tror sig ha beslutat. Det väcker frågan om vår fria vilja finns i vårt omedvetna, och om medvetandet på sin höjd har en möjlighet att lägga in ett veto när det omedvetna förbereder en aktion som ännu inte utförts. Vissa vetenskapsgrenar antar att den fria viljan inte existerar.

### Fysik
Många, om än inte alla, argument för eller mot fri vilja gör ett antagande om sanningen eller falskheten hos determinism. Den vetenskapliga metoden tycks möjliggöra ett definitivt svar på sådana antaganden. Ett vetenskapligt svar på frågan skulle emellertid fortfarande behöva kopplas samman med filosofiska reflektioner för att kunna utgöra ett argument för eller mot fri vilja. Om kompatibilism exempelvis är sant, så skulle inte determinismens sanning ha någon betydelse för frågan om den fria viljans existens. Å andra sidan skulle ett bevis för determinism, kopplat med ett argument för inkompatibilism utgöra ett hot mot fri vilja.
Tidigt vetenskapligt tänkande framställde ofta universum som deterministiskt och vissa tänkare har hävdat att samlandet av tillräckligt med fysisk information skulle möjliggöra helt korrekta förutsägelser om framtiden. Modern vetenskap består å andra sidan av en blandning av deterministiska och "slumpmässiga" (stokastiska) teorier. Kvantmekaniken förutser händelser endast i termer av sannolikhet, vilket kastar tvivel över huruvida universum är deterministiskt över huvud taget. Möjligheten att universum på en makroskopisk nivå styrs av indeterministiska lagar, såsom det ofta anses vara på kvantnivå, har rönt ett visst intresse för fri vilja hos fysiker. Det finns emellertid en rad invändningar mot detta synsätt.
Vissa menar att kvantmekanikens indeterminism är begränsad till mikroskopiska fenomen. Påståendet att händelser på atomär eller partikulär nivå är okända för oss kan utmanas experimentellt och till och med teknologiskt: Vissa slumpmässiga nummergeneratorer fungerar genom att förstärka kvantmekaniska effekter till praktiskt användbara signaler. Detta är emellertid endast giltigt för makroskopisk indeterminism om det kan visas av mikroskopiska händelser verkligen är indeterministiska.
Sådana överväganden leder till kritik av indeterminism-baserad fri vilja på basis av att kvantmekanik egentligen inte alls är slumpmässig, utan endast omöjlig att förutsäga. Vissa vetenskapliga determinister tror, i Albert Einsteins spår, på så kallade "gömda variabler-teorier", enligt vilka oförutsägbarheten i kvantmekanik beror på okunskap om en ytterligare uppsättning fysiska variabler som inte uttryckligen inkluderas i standardteorin (se Bohm-tolkningen) och EPR-paradoxen.
Ytterligare en, filosofisk, invändning finns. Det har hävdats att om en handling grundar sig på kvantmekanisk slump, så kan detta i sig tas som intäkt för att fri vilja är frånvarande, eftersom en sådan handling inte kan kontrolleras av någon som påstår sig ha en fri vilja. Om detta argument sammankopplas med inkompatibilism så följer det att fri vilja är omöjligt, eftersom det är inkompatibelt både med determinism och indeterminism, och dessa är de enda alternativen. Om det sammankopplas med kompatibilism skulle det å andra sidan betyda att fri vilja endast är möjligt i ett deterministiskt universum.
Filosofen Robert Kane har uppmärksammat kvantmekaniken och kaosteorins resultat och med hjälp av dessa försvarat en inkompatibilistisk syn på frihet i sin The Significance of Free Will och andra verk.

### Genetik
Liksom fysiker har biologer behandlat frågor relaterade till fri vilja. En av de mest omdebatterade diskussionerna inom biologin är den om "arv kontra miljö", rörande den relativa vikten av genetik och biologi i förhållande till kultur och miljö, för mänskligt beteende. De flesta forskare anser att en stor del av mänskligt beteende kan förklaras i termer av hjärnan och genernas uppbyggnad och evolutionära faktorer. Detta väcker farhågan att det är omöjligt att hålla människor ansvariga för deras handlingar. Steven Pinker anser att denna farhåga inför determinism i ett genetiskt och evolutionärt sammanhang är obefogad, att det är en "hopblandning av förklaring med frikännande". Ansvar förutsätter inte att beteendet är icke-orsakat, så länge som det reagerar på beröm och klander. Det är dessutom inte säkert att miljömässig determination utgör ett mindre hot för fri vilja än genetisk determination.

### Neurovetenskap

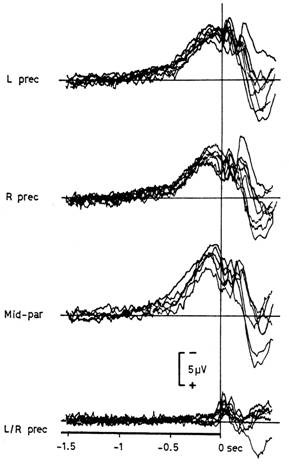
Typisk inspelning av beredskapspotential. Libet undersökte huruvida denna hjärnaktivitet korresponderade mot den "upplevda avsikten" (eller viljan) att röra sig hos experimentpersonerna.

Det har blivit möjligt att studera den levande hjärnan och forskare kan nu observera hjärnans beslutsfattande maskineri under arbete. Ett inflytelserikt experiment inom området utfördes av Benjamin Libet under 1980-talet. Libet bad försökspersonerna att välja ett slumpmässigt ögonblick då de skulle röra sin handled samtidigt som han mätte hjärnaktiviteten hos personen (i synnerhet uppbyggandet av elektriska signaler som han kallade "beredskapspotential"). Även om det var välkänt att beredskapspotentialen föregick den fysiska handlingen så undrade Libet huruvida den korresponderade mot den upplevda avsikten att röra sig. För att avgöra när försökspersonen kände avsikten att röra sig bad han denne att observera en klockas sekundvisare och ange dess position när han eller hon hade en medveten vilja att röra sig.
Libet fann att den omedvetna hjärnaktiviteten som leder till det medvetna beslutet hos försökspersonen att röra sin handled, påbörjades ungefär en halv sekund innan försökspersonen medvetet kände att han eller hon hade bestämt sig för att röra sig. Libets upptäckt antyder att beslut som fattas av personer i förväg fattas på undermedveten nivå och endast efteråt översätts till ett "medvetet beslut", och att personens trosföreställning att det skedde genom hennes vilja endast beror på hennes retrospektiva syn på händelsen. Tolkningen av denna upptäckt har kritiserats av Daniel Dennett, som argumenterar för att personerna är tvungna att flytta sin uppmärksamhet från sin avsikt till klockan och att detta skapar tidsliga missanpassningar mellan den upplevda erfarenheten av viljan och den upplevda positionen hos klockvisaren. Efterföljande studier har i enlighet med Dennetts argument visat att det exakta numeriska värdet varierar beroende på uppmärksamheten hos försökspersonen. Trots dessa skillnader i exakt numeriskt värde så har huvudupptäckten bibehållit sin relevans.
I en variant av detta experiment bad Haggard och Eimer försökspersonerna att inte bara bestämma när de skulle flytta sina händer, utan också att bestämma vilken hand de skulle röra. I detta fall korrelerade den upplevda avsikten mycket närmare med den så kallade "lateralized readiness potential" (LRP), en elektroencefalografisk komponent som mäter skillnaderna i aktivitet mellan vänster och höger hjärnhalva. Haggard och Eimer hävdar att den upplevda medvetna viljan därför måste följa på beslutet för vilken hand som ska röras, eftersom LRP:n visar beslutet att röra en specifik hand.
Relaterade experiment har visat att stimulation av hjärnan kan påverka vilken hand personer rör, trots att upplevelsen av fri vilja fanns kvar. Ammon och Gandevia fann att det var möjligt att påverka vilken hand personer rör genom att stimulera de regioner i frontalloben som är involverade i planering, genom att använda transkraniell magnetstimulering i antingen vänstra eller högra hjärnhalvan. Högerhänta personer väljer normalt att röra sin högra hand 60% av fallen, men när den högra hjärnhalvan stimuleras väljer de istället i 80% av fallen att röra den vänstra handen (den högra hjärnhalvan är ansvarig för den vänstra sidan av kroppen, och vice versa). Trots de externa påverkande faktorerna fortsatte försökspersonerna att hävda att deras val att röra händerna var fria. I en uppföljningsstudie fann Álvaro Pascual-Leone och hans kollegor liknande resultat, men lade också märke till att den transkraniala magnetiska stimulationen måste äga rum under 200 millisekunder, förenligt med tidsförloppet som framkom från Libets experiment.
Trots dessa upptäckter tolkar inte Libet själv sina experiment som bevis för den medvetna viljans inaktivitet; han pekar på att även om en tendens att trycka på en knapp byggs upp under 500 millisekunder, så har ändå den medvetna viljan en "vetoröst" i frågan huruvida handlingen faktiskt ska utföras. Enligt denna modell är omedvetna impulser som ger upphov till utförandet av medvetna handlingar möjliga att undertrycka av personens medvetna ansträngningar. Man har jämfört med golfspelare som kan svinga en klubba flera gånger innan de slår till bollen. Handlingen får helt enkelt en godkännande stämpel under den sista millisekunden. Max Velmans hävdar emellertid att sådan "fri icke-vilja" kan visa sig behöva lika mycket neurologisk förberedelse som "fri vilja".

### Neurologi och psykiatri
Det finns flera hjärnrelaterade åkommor som leder till att individen känner att den inte har fullständig kontroll över sina handlingar. Även om existensen av sådana åkommor inte direkt motbevisar fri vilja så är studiet av dessa värdefullt i utvecklandet av modeller som visar på hur hjärnan kan konstruera upplevelser av fri vilja.
Individer med Tourettes syndrom och relaterade tics utför exempelvis ofrivilliga rörelser och yttranden, trots att de skulle föredra att inte göra detta under vissa omständigheter. Tics beskrivs som halv- eller icke-frivilliga eftersom de strikt talat inte är ofrivilliga; de kan upplevas vara frivilliga responser på oönskade drifter. Tics upplevs som oemotståndliga och måste förr eller senare utföras eller uttryckas. Personer med Tourettes syndrom lyckas ibland undertrycka sina tics i någon utsträckning under en begränsad tid, men detta leder ofta till ett utbrott av tics efteråt. Den kontroll som kan utövas (från sekunder till timmar varje gång) kan möjligtvis endast uppskjuta och förvärra det slutgiltiga uttrycket för ticsen.
Alien hand syndrome får den drabbade individens lemmar att utföra meningsfulla rörelser utan personens avsikt. Den kliniska definitionen kräver att man "känner att ens lem är främmande eller har en egen vilja, tillsammans med observerbar ofrivillig rörelseaktivitet" (kursivering från originalet). Detta syndrom uppstår ofta som resultat av en skada på corpus callosum (hjärnbalken som är en brygga mellan hemisfärerna), antingen under epilepsianfall eller efter en stroke. Den vanligaste neurologiska förklaringen går ut på att den upplevda viljan av den talande vänstra hjärnhalvan inte överensstämmer med de handlingar som utförs av den icke-talande högra hjärnhalvan, vilket tyder på att de två hjärnhalvorna kan ha självständiga former av vilja.
På liknande sätt är en av de viktigaste ("första ordningens") diagnostiserade symptom på schizofreni vanföreställningen att man kontrolleras av en extern kraft. Personer som lider av schizofreni säger ibland att, även om de handlar, så är de själva inte orsaken till de specifika utförda handlingarna. Detta liknas ibland vid en robot som kontrolleras av någon annan. Även om schizofrenins neurologiska mekanismer ännu inte är helt utredda så går en inflytelserik hypotes ut på att den delen av hjärnan som jämför motoriska kommandon med den respons som kommer från kroppen (proprioception) inte fungerar, vilket leder till hallucinationer och vanföreställningar om kontroll.
Tvångssyndrom och liknande tvångsmässiga beteenden, som bulimi och beroende, kan också kopplas till en brist på fri vilja. Endast grader av detta kan kopplas till en total brist på fri vilja.

### Determinism och emergent beteende
I kognitionsvetenskapens och evolutionspsykologis generativa filosofi antas det att fri vilja inte existerar. Däremot skapas en illusion av fri vilja, inom denna teoretiska kontext, av uppkomsten av oändligt eller väldigt komplext beteende från interaktionen med en ändlig uppsättning lagar och parametrar. Det emergenta beteendets oförutsägbarhet leder från deterministiska processer till en upplevelse av fri vilja, även om fri vilja som en ontologisk entitet inte antas existera. Enligt denna bild är det så att, även om beteendet kunde förutses i förväg, så är det enklaste sättet att göra detta på helt enkelt genom att observera resultatet av hjärnans egna beräkningar.
Strategibrädspel fungerar som illustration. Även om vissa sådana spel har stränga regler som gör att det inte finns någon gömd information eller slumpmässiga händelser (som tärningskastning) involverade, så har exempelvis schack, med sina enkla deterministiska regler, ett extremt stort antal oförutsägbara möjliga drag. "Emergentister" anser att detta är en bra analogi till upplevelsen av fri vilja, som emergerar från ändliga regler och deterministiska parametrars interaktion och skapar "oändligt" och oförutsägbart beteende. Det är emellertid så att, om alla dessa händelser togs med i beräkningen, och man kände till ett sätt att utvärdera dessa händelser, så skulle det till synes oförutsägbara beteendet bli förutsägbart.
Cellautomater och de generativa vetenskaperna ställer upp modeller som emergerar sociala beteende-processer enligt denna tanke, och visar att upplevelsen av fri vilja är ett resultat av okunskap eller brist på fullständig information.

### Experimentell psykologi
Den experimentella psykologins bidrag till frågan om fri vilja har främst kommit från socialpsykologen Daniel Wegners arbete om medveten vilja. I sin bok The Illusion of Conscious Will sammanställer Wegner den empiriska evidens som stödjer uppfattningen att människans upplevelse av medveten kontroll är en illusion.
Wegner observerar att en händelse sägs orsaka en annan händelse när två kriterier är uppfyllda: (1) att den första händelsen direkt föregår den andra, och (2) att den första händelsen konsistent kan sägas ha orsakat den andra.
Om en person till exempel hör en explosion och ser ett träd falla ned, så är det sannolikt att personen kommer att dra slutsatsen att explosionen fick trädet att falla ned. Men om explosionen sker sedan trädet fallit ned (det vill säga om det första kriteriet inte är uppfyllt), eller istället för en explosion, en person hör en telefon ringa (det vill säga om det andra kriteriet inte är uppfyllt), så är det sannolikt att personen inte kommer att sammankoppla de två händelserna, ljudet och trädets fall.
Wegner har tillämpat denna princip på de slutsatser människor drar om sin egen medvetna vilja. Människor upplever vanligtvis en tanke som är konsistent med ett beteende, och observerar sedan sig själva leva ut detta beteende. Som ett resultat av detta drar de slutsatsen att deras tankar måste ha orsakat det observerade beteendet. Wegner har emellertid lyckats manipulera försökspersonernas tankar och beteende så att de anpassar sig eller bryter mot de två kriterierna för kausala slutsatser. Genom detta har han lyckats visa att människor ofta upplever att de har en medveten vilja om beteenden som de i själva verket inte har orsakat, och tvärtom, att människor ofta kan fås att uppleva en avsaknad av vilja om beteenden som de faktiskt orsakade. Slutsatsen man kan dra av sådant arbete är att upplevelsen av medveten vilja inte är knuten till utförandet av faktiska handlingar. Även om många tolkar hans arbete som ett slag mot tanken om en fri vilja så har Wegner själv hävdat att det endast upplyser om oss mekanismerna bakom upplevelsen av kontroll, inte kontrollen själv.

## Religion och fri vilja
Frihetsbegreppet spelar en viktig roll i såväl judendom som kristendom. I Gamla testamentet anges de grundläggande förutsättningarna för människans frihet redan i Första Moseboken kap. 1. Eftersom människan har skapats till Guds avbild, har hon handlingsfrihet och möjlighet att fritt välja det goda eller det onda. Synden ses därför av Paulus som en boja som Kristus har brutit sönder så att människan har frihet att uppfylla Guds vilja. Människans fria vilja utgör en central idé i Romersk-katolska kyrkan. Tanken spelade en stor roll också för Martin Luther, till exempel i hans bok En kristen människas frihet, 1520. I sin senare skrift Om den trälbundna viljan (1525) kom han däremot att betona människans oförmåga att välja det rätta.
Mittenpositionen av fri vilja är molinism som påpekar att Gud vet hur människan reagerar i olika situationer och att de kan fullfölja hans plan av fri vilja genom att hamna i olika situationer. Några av de mest kända molinisterna idag är William Lane Craig och Alvin Plantinga.
Mot frihetsbegreppet står predestinationen, tanken på att människan är förutbestämd till frälsning (och enligt Calvin till förtappelse) och att hennes valfrihet därför är skenbar.
I islamisk teologi blev människans frihet tidigt en central fråga, och med tiden kom uppfattningen om människan som delvis predestinerad att dominera under Guds ledning. Under framför allt 1900-talet har uppfattningen om människans fria vilja åter kommit att företrädas av en del muslimska reformatorer.

### Hinduisk filosofi
De sex ortodoxa tankeströmningarna inom hinduisk filosofi är inte helt eniga angående frågan om fri vilja. För Samkhya är materia exempelvis utan frihet, och själar saknar helt förmågan att kontrollera materian. Den enda sanna friheten (kaivalya) består i att inse den slutgiltiga delningen mellan materia och självet. Enligt Yoga-skolan är endast Ishvara helt fri, och dess frihet är också skild från alla känslor, tankar, handlingar och viljor, och är således inte alls viljans frihet. Nyaya och Vaisheshika-skolornas metafysik tyder starkt på en tro på determinism, men tycks inte göra några explicita påståenden om determinism eller fri vilja.
Ett citat från Swami Vivekananda, en vedantisk hindu, illustrerar på ett bra sätt hinduismens inställning till fri vilja.
| ” | Därför ser vi med en gång att det inte kan finns någonting som fri vilja; själva orden är en motsägelse, eftersom vilja är vad vi vet, och allt vi vet finns i vårt universum, och allting i vårt universum är format av villkoren tid, rum och kausalitet... För att erhålla frihet måste vi ta oss bortom detta universats begränsningar; ty den kan inte finnas här. | „ |

Ovanstående citat har dock ofta misstolkats. Människor har antagit att Vivekananda insinuerade att allting är förutbestämt. I själva verket menade Vivekananda med avsaknad av fri vilja att viljan inte var "fri" eftersom den var kraftigt influerad av lagen om orsak och verkan. Han sade aldrig att den var absolut bestämd och betonade kraften att fatta medvetna val för att förändra ens förflutna karma.
Följande två citat av Vivekananda erbjuder en klarare syn.
| ” | Det är ynkryggen och dåren som säger att detta är hans öde. Men det är den starke mannen som står upp och säger att jag gör mitt eget öde. Viljan är inte fri, den är ett fenomen bundet av orsak och verkan, men det finns någonting bakom viljan som är fritt. | „ |

Ett annat sätt att betrakta fri vilja i indisk filosofi på finns att läsa i följande artikel som behandlar fri vilja, evolution och kaosteori. Den utgör en syntes mellan indisk karma och det moderna fysiska synsättet: Free Will.
Mimamsa, Vedanta, och de mer teistiska versionerna av hinduism, såsom shaivism och vaishnavism, har ofta betonat vikten av en fri vilja. Doktrinen om karma i hinduism kräver dels att vi betalar för våra förflutna handlingar och att våra nuvarande handling är fria nog för att möjliggöra att vi förtjänar framtida straff eller belöningar för våra nuvarande handlingar. Den advaitinska filosofen Chandrashekhara Bharati Swaminah formulerade det på följande vis:
| ” | Öde är förflutet karma, fri vilja är nuvarande karma. Båda är egentligen en, det vill säga karma, även om de kan skilja sig åt tidsligt. Det kan inte finnas någon konflikt om det endast finns en. Tro, som jag talade om för dig, är resultatet av förflutet utövande av fri vilja. Genom att utöva ditt fria vilja i det förgångna drog du på dig det resulterande ödet. Genom att utöva din fria vilja i det nuvarande vill jag att du suddar bort din passerade historia om den sårar dig, eller lägga mer till den om den är njutbar för dig. I vilket fall som helst måste du utöva din fria vilja i nuet, oavsett om det sker för att ge mer lycka eller för att minimera lidande. | „ |

### Buddhistisk filosofi
Buddhismen accepterar både frihet och determinism (eller någonting i stil med den), men avvisar idén om en handlande agent, och således idén att frihet består i en fri vilja tillhörandes en agent.
Buddha sade: "Det finns fritt handlande, det finns vedergällning, men jag ser ingen agent som passerar genom en uppsättning ögonblickliga element till en annan, förutom kopplingen mellan dessa element."
Buddhister tror varken på en absolut fri vilja eller determinism. De omhuldar en medelvägslära som kallas pratitya-samutpada på sanskrit, vilket ofta översätts till engelskans "inter-dependent arising". Det tillhör teorin om karma. Idén om karma inom buddhism är annorlunda än hinduismens uppfattning om karma. Inom buddhismen är karma mycket mindre deterministisk, och fokuserar främst på orsak och verkan av moraliska handlingar i det här livet, medan karma inom hinduismen ofta är mer kopplad till ens öde i framtida liv.
Inom buddhismen lärs det ut att idén om absolut valfrihet (det vill säga att alla människor är helt fria i alla sina val) är dåraktig, eftersom det förnekar ens verkliga fysiska behov och omständigheter. Lika dåraktig är idén om att vi inte har några val i livet eller att våra liv är förutbestämda. Att förneka frihet skulle vara att undergräva buddhisters strävan efter moralisk utveckling (genom vår förmåga att fritt välja medmänskligt handlande). Pubbekatahetuvada, tron att all lycka och allt lidande är resultatet av föregående handlingar, betraktas som felaktig av buddhistiska doktriner.
Eftersom buddhister även förkastar eller förnekar agentskap så är de traditionella kompatibilistiska strategierna stängda för dem. Istället går den buddhistiska filosofiska strategin ut på att undersöka kausalitetens metafysik. I antikens Indien ägde många starka diskussioner rum om kausalitetens natur där jainer, nyayister, samkhyister, cārvākaner och buddhister alla intog olika positioner. Den buddhistiska positionen påminner på många sätt om en teori om "konditionalitet" snarare än om "kausalitet", särskilt som den framträder hos Nagarjuna i Mūlamadhyamakakārikā.
En nuvarande amerikansk theravadamunk, Thanissaro Bhikkhu, formulerade det på följande sätt:
| ” | Buddhas läror om karma är intressanta eftersom de är en kombination av kausalitet och fri vilja. Om saker och ting är helt orsakade skulle man inte på något sätt kunna utveckla en talang - dina handlingar skulle vara helt förutbestämda. Om det inte fanns någon kausalitet överhuvudtaget så skulle alla talanger vara oanvändbara eftersom saker och ting hela tiden skulle förändras utan någon harmoni eller förnuft. Men det är på grund av att det finns ett element av kausalitet och ett element av fri vilja som du kan utveckla talanger i livet. | „ |

### Teologi
Den teologiska doktrinen om gudomligt allvetande påstås ofta stå i konflikt med fri vilja. Om nu Gud vet precis allting om vad som kommer att hända, in i minsta detalj och därmed alla val som människor kommer att fatta, så tycks valets fria status vara ifrågasatt. Om Gud har en tidlös kunskap om ens val så tycks detta begränsa människors frihet. Detta problem ligger nära Aristoteles problem med sjöslaget: Imorgon kommer det antingen att ske, eller inte ske, ett sjöslag. Om det kommer att ske, så verkar det som att detta var sant redan igår. Alltså var det nödvändigt att ett sjöslag skulle äga rum. Om det inte kommer att ske, så betyder det med samma resonemang att det var nödvändigt att det inte skulle ske. Detta innebär att framtiden, hurdan den än är, är helt bestämd av förflutna sanna propositioner om framtiden.
Vissa filosofer har emellertid följt i William Ockhams fotspår och hävdat att nödvändighet och möjlighet ska definieras med avseende på en given tidpunkt och en given uppsättning empiriska omständigheter, så att någonting som endast är möjligt från en observatörs perspektiv kan vara nödvändigt från en allvetande varelses perspektiv. Vissa filosofer följer Filon från Alexandrias tanke om att fri vilja är en av själens egenskaper, och att icke-mänskliga djur därför saknar fri vilja.
Principen om gudomlig allsmäktighet kan också stå i konflikt med fri vilja. Om Gud direkt styr folks vilja och beteende är inte viljan riktigt fri. Om han inte kan det är han inte allsmäktig. Det antas inom teologi att Gud är allsmäktig och kan styra viljan och vet vad som ska hända enligt ovan, men att han inte gör det för att det finns skäl han vet, men inte vi. Ett synsätt är att principen om fri vilja får Gud att inte visa sig, för att om han visar sig för alla påverkar det folks val och då blir det inte fri vilja. Gud visar sig ju inte tydligt för de flesta. Ett viktigt skäl till fri vilja som kyrkan framhåller är yttersta domen, Gud vill döma människorna efter döden, och då kan han inte påverka dem för mycket.
Judisk filosofi betonar att fri vilja är en produkt av den intrinsikala mänskliga själen (man använder ordet neshama, från den hebreiska stammen n.sh.m. eller .נ.ש.מ som betyder "andetag"), men att förmågan att fatta fria val sker genom Yechida (från det hebreiska ordet "yachid", יחיד, singular), den del av själen som är förenad med Gud, den enda varelse som inte hindras av eller är beroende av orsak och verkan (viljans frihet tillhör alltså inte den fysiska verkligheten, och naturvetenskapens svårigheter att bevisa den är alltså väntad). Inom islam är den teologiska frågan oftast inte hur man ska förena fri vilja med Guds allvetande, utan med Guds jabr, hans gudomliga befallande kraft. al-Ash'ari utvecklade en "förvärvande " eller "dualistisk" form av kompatibilism, i vilken mänsklig fri vilja och gudomlig jabr både försvarades, vilket kom att bli en hörnsten för den dominerande Ash'ari-positionen. I shia-inriktningen av islam utmanas Ash'aris förklaring som lutar åt predestination, av de flesta teologer . Fri vilja är enligt den shiamuslimska doktrinen den huvudsakliga faktorn för människans ansvar för sina handlingar genom livet. Alla handlingar som utförs av människans fria vilja sägs räknas under "Domedagen", eftersom de är hans eller hennes egna och inte Guds.
Filosofen Søren Kierkegaard hävdade att gudomlig allsmäktighet inte kan skiljas från gudomlig godhet. Gud skulle, som en sant allsmäktig och god varelse, kunna skapa varelser med sann frihet över honom. Gud skulle dessutom frivilligt göra detta eftersom "det största goda (...) vilket kan göras för en varelse, större än allting annat som man kan göra för den, är att vara verkligt fri." Alvin Plantingas försvar av den fria viljan är en modern fortsättning på samma tema. Han förklarar där hur han anser att Gud, fri vilja och ondskans problem är konsistenta.